# Hunlen Falls
Die Hunlen Falls sind ein Wasserfall an der Mündung des Turner Lakes im Tweedsmuir Provincial Park, in den Pacific Ranges im kanadischen British Columbia.
Mit einer geschätzten Höhe von 260 Metern sind sie zusammen mit den Takakkaw Falls im Yoho-Nationalpark der vierthöchste einstufige Wasserfall in Kanada.

## Ursprung des Namens
Die Fälle wurden 1947 nach einem Tsilhqot'in-Häuptling namens Hana-lin benannt, der im Herbst mit einer Fischreuse unterhalb der Fälle fischte und in der Nähe Wild fangen ließ. In den 1930er Jahren wurden sie manchmal Mystery Falls und davor gelegentlich Bella Coola Falls genannt.

## Struktur
Die Hunlen Falls fallen 260 Meter in einem Winkel von 90 Grad vom Nordende des Turner Lakes über den Hunlen Creek in den Atnarko River, einen Nebenfluss des Bella Coola Rivers. Die Erosion des Canyons unterhalb der Hunlen Falls hat einen Schwemmkegel in das Atnarko Valley geschaffen.

## Zugang

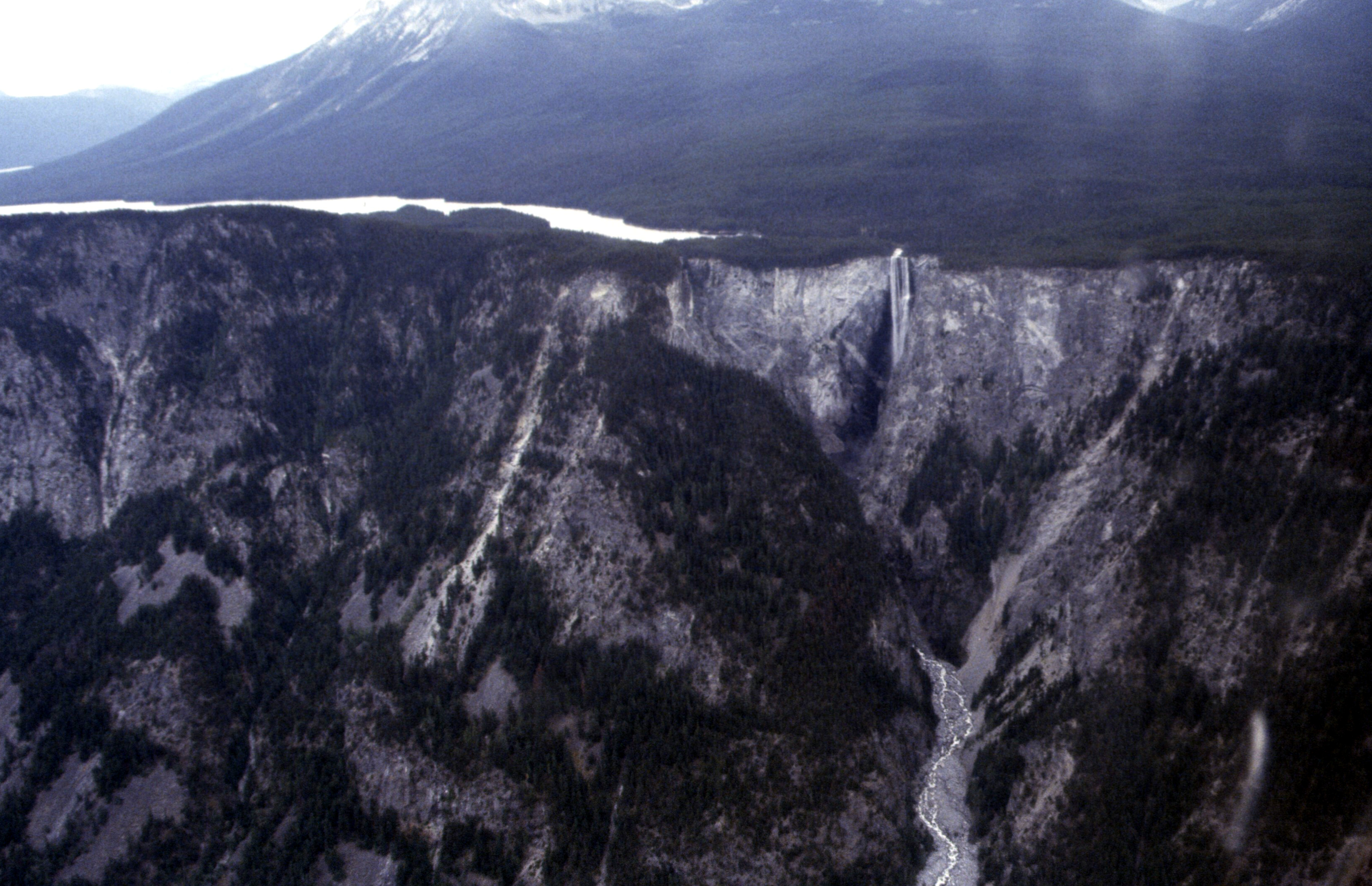
Turner Lake im Hintergrund als die Quelle der Hunlen Falls

Es gibt keine Straße zu den Hunlen Falls. Der einfachste Zugang ist mit dem Wasserflugzeug vom Nimpo Lake aus, man fliegt etwa 20 Minuten. Die Flugzeuge landen auf dem Turner Lake oberhalb der Hunlen Falls, und der Spaziergang auf einem gut ausgebauten Weg dauert etwa 30 Minuten bis zum nicht eingezäunten Aussichtspunkt am östlichen Ende des Canyons.
Es gibt einen Wanderweg zu den Hunlen Falls, der am Highway 20 am Fuße des Bella Coola Hill beginnt. Vom Highway Nr. 20 aus bietet die Tote Road einen 4x4-Zugang zum Ausgangspunkt des Wanderwegs. Der Weg ist etwa 16 Kilometer lang. Der Weg zum Turner Lake wird von BC Parks und Freiwilligen geräumt und gepflegt.

## Nahegelegene Gegend
Der Lonesome Lake liegt etwa zwei Kilometer östlich des Turner Lakes und verläuft parallel zu diesem. Es handelt sich um einen S-förmigen See von fast zwölf Kilometern Länge, der von den Klippen bei Hunlen Falls aus sichtbar ist. Am südlichen Ende des Lonesome Lakes befand sich das Gehöft des Pioniers Ralph Edwards, bekannt als „The Birches“, das von 1912 bis in die 1970er Jahre bewohnt war. Sein Leben wurde durch das Buch Crusoe of Lonesome Lake berühmt.
Im Juli 2004 schlug ein Blitz in den Bergrücken zwischen Turner und Lonesome Lake ein und entfachte das so genannte Atnarko-Feuer, das bis in den August hinein brannte. Es verbrannte die Südseite des Turner Lakes bis zu den Wasserfällen und zerstörte eine Reihe von Wohnhäusern, darunter auch die Gehöfte von Edwards und Turner.